# Alberto Brigo
Alberto Brigo (Pontecchio Polesine, 9 dicembre 1944 – Rovigo, 7 marzo 2002) è stato un politico italiano.

## Biografia
Esponente della Democrazia Cristiana, nel 1991 diventa presidente della Provincia di Rovigo in una giunta di larghe intese.
Dopo lo scioglimento della DC, confluisce nel Partito Popolare Italiano. In occasione delle elezioni amministrative del 1995 è rieletto presidente della provincia col 58,7% dei voti, in rappresentanza di una coalizione di centrosinistra formata da PDS, PPI, Liberal Socialismo-Unione Riformista e Nuova Italia - Autonomia Veneta
Viene sfiduciato poco prima di fine legislatura, si ripresenta alle elezioni provinciali del 1999 sostenuto da Forza Italia e una civica, venendo sconfitto al ballottaggio da Federico Saccardin del centrosinistra.